# Skullerud (metrostation)
Skullerud is een metrostation in de Noorse hoofdstad Oslo. Het station werd geopend op 29 oktober 1967 en wordt bediend door lijn 3 van de metro van Oslo.